# Cinctohammus cinctus
Cinctohammus cinctus är en skalbaggsart som först beskrevs av Jordan 1903.  Cinctohammus cinctus ingår i släktet Cinctohammus och familjen långhorningar.
Artens utbredningsområde är Gabon. Inga underarter finns listade i Catalogue of Life.